# Agalychnis callidryas
Nhái cây mắt đỏ còn để chỉ loài Litoria chloris
Nhái cây mắt đỏ (danh pháp khoa học: Agalychnis callidryas) là một loài nhái bén sống trên cây bản địa rừng mưa miền Tân nhiệt đới ở Trung Mỹ. Nhái cây mắt đỏ có mắt màu đỏ, ngón chân màu da cam. Con đực có chiều dài từ 5,08 cm đến 6,35 cm còn con cái có chiều dài từ 6,35 cm đến 7,62 cm. Con non có màu nâu điển hình và chuyển thành màu xanh lá cây hơn khi chúng lớn lên dù con nhái trưởng thành có thể thay đổi màu da một chút phụ thuộc vào môi trường. Loài này có da mềm dễ rách ở bụng và da ở lưng thì dày hơn và thô nhám hơn.